# Leoni Torres

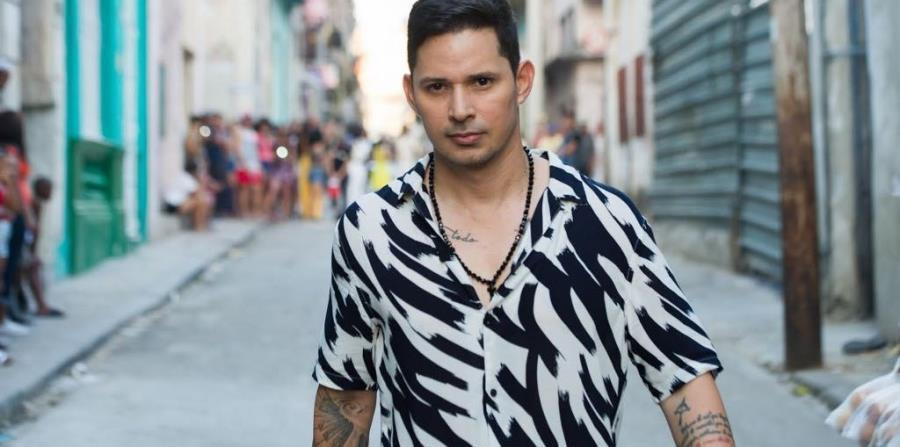
Leoni Torres, 2019

Leonardo Torres Álvarez, bekannt unter seinem Künstlernamen Leoni Torres (* 24. November 1977 in Santa Cruz del Sur), ist ein kubanischer Liedermacher, Komponist und Musikproduzent.

## Leben und Wirken
Leoni Torres, geboren an der Südküste Kubas in der Provinz Camagüey, begann seine musikalische Karriere 1998 in der Band Maravillas de Florida (Wunder aus Florida), wo er die Aufmerksamkeit von David Calzado, damaliger Sänger der Band Charanga Habanera, erregte. Dort trat Torres 2001 auch ein und wirkte über sieben Jahre mit.
2007 begann er seine Solokarriere mit der Veröffentlichung seines Debüt-Albums Bajo la piel (Unter der Haut). Das Album wurde zum Erfolg, den er mit seinem drei Jahre später veröffentlichten Album Latiendo (klopfend/schlagend) bestätigte. 2012 veröffentlichte er dann sein drittes Album Salseando, in dem er einige seiner zuvor veröffentlichten Themen diesmal als Salsa interpretierte.
Ab dem Jahr 2014 begann er sich außerdem als Komponist zu betätigen. So schrieb er das Lied Traidora (Verräterin), das Marc Antony und Gente de Zona interpretierten. Para que un día vuelvas (Auf dass du eines Tages zurückkehrst) veröffentlichte er als Duett mit Pablo Milanés, weitere gemeinsame Veröffentlichungen folgten.
2014 debütierte Torres im Film Contigo pan y cebolla (Mit dir Brot und Zwiebel). 2016 folgte Esteban.
Im selben Jahr, 2016, nahm er die erste Ausgabe des Albums Amor Bonito (Schöne Liebe) auf. Es bestand vor allem aus Duetten mit Künstlern wie Pablo Milanés, Kelvis Ochoa, Descemer Bueno oder Alexander Abreu. Im selben Jahr unterschrieb er einen Vertrag mit Magnus Media, die auch Marc Anthony managte.
Leoni Torres ist seit 2008 mit der Schauspielerin Yuliet Cruz verheiratet. Sie haben zwei gemeinsame Kinder. Im Jahr 2021 emigrierten die Eheleute in die USA. Die ältere Tochter kam ein Jahr später nach. Zuvor kritisierten sie scharf die Reaktion der Staatsmacht auf die landesweiten Proteste im Juli des gleichen Jahres. Sie erklärten, sich ein „freies Kuba“ zu wünschen.